# Хеммерлинг, Мишель
Мишель Хеммерлинг (люкс. Michel Hemmerling; 9 января 1889, Люксембург (город), Люксембург — 22 сентября 1962, Люксембург (город), Люксембург) — люксембургский гимнаст, участник летних Олимпийских игр 1912 года (4-е место в основном командном первенстве и 5-е место в командном первенстве по произвольной системе).